# Belsat
Belsat (în belarusă Белсат; în poloneză Biełsat) este un canal polonez gratuit de televiziune prin satelit care este destinat Belarusului. Canalul este o filială a TVP SA (Telewizja Polska). Încă de la început, a fost finanțat de Ministerul Afacerilor Externe din Polonia împreună cu alți donatori internaționali.

## Misiune
Misiunea declarată a canalului Belsat este de a se asigura că bielorușii au acces la știri independente despre situația din țara lor și din fostele țări ale Uniunii Sovietice, informații fiabile despre propria lor istorie și programe culturale și de divertisment în propria lor limbă. Acesta are rolul de a stabili legături între comunitățile democratice din Europa, Belarus și alte state post-sovietice și pentru a sprijini procesele democratice aflate în desfășurare acolo.

## Platforme de radiodifuziune
Rețele prin satelit și cablu:
Belsat transmite prin satelitul Astra 4A, care acoperă întreagă regiune europeană a fostei URSS. În Ucraina, este disponibil pe majoritatea rețelelor de cablu. În Polonia, este transmis de aproximativ 20% din rețelele de cablu. Cu toate acestea, în Belarus, acest canal nu este disponibil pe rețelele de cablu sau digitale din cauza interdicției neoficiale a autorităților.
Internet:
Programul canalului este transmisă în direct prin intermediul site-ului web belsat.eu, YouTube și al aplicației BelsatSmart pentru televizoarele inteligente. Între timp, aplicația БелсатТВ pentru tablete și smartphone-uri Android și iOS permite spectatorilor să vizioneze în direct și să citească ultimele știri cu videoclipuri încorporate. Belsat transmite prin opt canale YouTube tematice: Belsat News, Belsat Life, Belsat History, Belsat Music, The Way It Is, Desene animate, Belsat în poloneză și Belsat în engleză. De asemenea, se poate asculta canalul Belsat Music pe Soundcloud, cu piese din programele muzicale Belsat.
Rețele sociale:
Belsat are profile pe majoritatea rețelelor sociale: Facebook, Twitter, Instagram, TikTok, Telegram, Odnoklassniki, VKontakte și Linkedin.

## Audiență

### Televiziune
Potrivit sondajelor sociologice efectuate pentru Belsat de Mia Research din aprilie până în mai 2019 (pe un eșantion de 1.515 persoane cu vârste cuprinse între 18 și 64 de ani), Belsat este urmărit de 13% dintre bielorușii adulți. Recunoașterea mărcii a crescut de la 27% la 40% între 2015 și 2019.
Au existat, de asemenea, modificări majore în modul în care este urmărit canalul. Metoda tradițională, prin intermediul receptoarelor prin satelit, a fost înlocuită de noua tehnologie. În mai 2019, 85% dintre respondenții sondajului Mia Research au declarat că urmăresc programele canalului online, comparativ cu doar 18% prin antene parabolice, 55% pe computere și laptopuri și 40% pe smartphone-uri. 8% dintre telespectatori foloseau tehnologia Smart TV, chiar dacă aplicația canalului tocmai a fost lansată în momentul sondajului.

### Site web
Comparativ cu anii anteriori, a existat o creștere accentuată a activității utilizatorilor de internet pe site-ul canalului, care are cinci versiuni lingvistice: bielorusă, rusă, ucraineană, engleză și poloneză. Potrivit Google Analytics, site-ul a avut 1.290.042 de vizitatori unici și 12.083.368 de vizualizări în mai 2019, plasându-l pe același nivel cu mass-media finanțată de Occident din Belarus, cum ar fi Radio Svaboda,  sau cu surse mass-media independente, cum ar fi ziarul online în limba bielorusă. Nașa Niva (Наша Ніва). Numărul mediu de utilizatori zilnici ai site-ului a fost de 68.153 în acea perioadă.

### Rețele sociale
La fel ca pe site-ul web, există cinci versiuni lingvistice ale tuturor profilurilor de socializare ale canalului pe Facebook, Twitter, Instagram, TikTok, Telegram, Odnoklassniki, VKontakte și Linkedin. În iunie 2020, aceștia aveau 550.000 de abonați în total. În același timp, cele opt canale tematice de pe Belsat de pe YouTube aveau în total 660.000 de abonați. Belsat News este singurul canal de știri în limba bielorusă de pe YouTube cu peste 100.000 de abonați (date din aprilie 2019). Canalul tematic în limba rusă Așa cum este (Вот так), care vizează telespectatorii din fosta URSS, a depășit  100.000 de abonați în iunie 2019. Ambele canale au câștigat un premiu Silver Button din partea site-ului YouTube.

### Profilul publicului
25% dintre telespectatorii canalului Belsat au fost în favoarea integrării europene în mai 2019. Minoritatea - 17% - a optat pentru o integrare mai accentuată cu Rusia. Peste jumătate dintre telespectatori au considerat cetățenia bielorusă drept cel mai important factor pentru determinarea identității și 20% - pentru patriotismul local. 85% din audiența canalului Belsat a avut o atitudine pozitivă față de Polonia, în timp ce 50% au asociat Polonia cu Europa, 25% cu prosperitatea, 22% cu democrația și 55% cu piața de cumpărături.

## Timp de difuzare
Belsat transmite în medie programe timp de 19 ore pe zi. Difuzarea începe la ora 7.00 AM ora Minsk-ului (UTC +3) și se termină la 2.00 AM în funcție de durata programului. Transmisiile online pot fi vizionate și prin belsat.eu și YouTube. Anterior, timpul zilnic de difuzare era redus uneori ocazional, din cauza lipsei de finanțare.

## Istorie

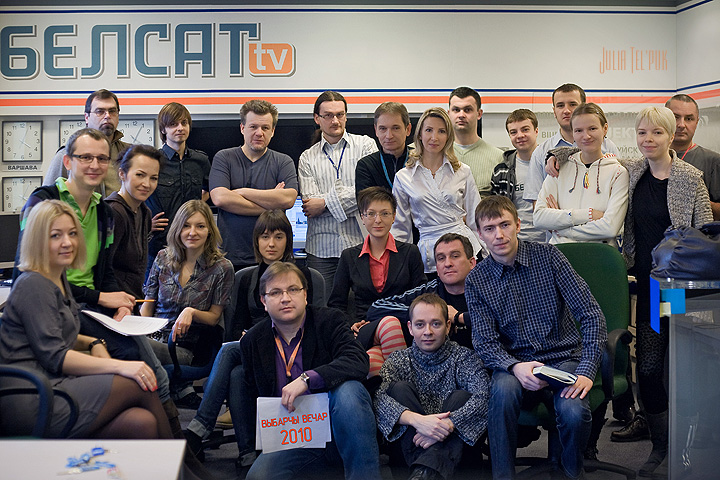
Echipa de redactori Belsat TV în 2010

### Începuturi
Crearea unui canal prin satelit ca parte a Telewizja Polska, destinat telespectatorilor din Belarus, a fost inițiativa jurnalistului Agnieszka Romaszewska-Guzy. Acesta a fost conceput ca răspuns la cererea exprimată în cercurile democratice din Belarus pentru un canal de televiziune independent de autoritățile pro-ruse de la Minsk. Ideea a găsit sprijin din partea guvernului polonez și a unui spectru larg de forțe politice din parlament. Ca urmare, proiectul a devenit un domeniu prioritar pentru politica poloneză care guvernează cooperarea internațională pentru dezvoltarea democrației și a societății civile. La 20 iunie 2006, consiliul de administrație al Telewizja Polska a format o comisie de profesioniști din mass-media din Polonia și Belarus pentru a elabora planuri pentru un canal în limba bielorusă. Inițial, canalul urma să fie lansat în ianuarie 2007. La 23 aprilie 2007, Telewizja Polska și Ministerul Afacerilor Externe din Polonia au semnat un acord pentru crearea unui canal numit TV Bialorus. Consiliul de administrație al Telewizja Polska a aprobat în mod oficial noul canal ca filială la 17 iulie 2007. TVP S.A. a alocat 16 milioane de zloți din fonduri publice pentru înființarea noului canal, botezat în cele din urmă „Belsat”. Belsat a început să transmită la 10 decembrie 2007 (Ziua Internațională a Drepturilor Omului) și de atunci directorul său este Agnieszka Romaszewska-Guzy.
În 2008, Belsat a primit 20,9 milioane de zloți (8,5 milioane de dolari) ca sprijin financiar din partea Ministerului Afacerilor Externe din Polonia, cu o clauză de reducere a sprijinului în anii următori. În 2012, sprijinul financiar a fost de 17,6 milioane de zloți (5,1 milioane de dolari). Sume suplimentare au venit din partea guvernelor Suediei, Olandei, Norvegiei și a altor țări. 

### Amenințare de închidere
În august 2017, Ministerul Afacerilor Externe și șeful său de atunci Witold Waszczykowski au redus subvenția Belsat și au reziliat acordul de finanțare a canalului. Prin urmare, Jacek Kurski, șeful TVP, s-a adresat Ministerului Afacerilor Externe, solicitând confirmarea dacă guvernul intenționează să continue cu finanțarea canalului. Neprimind niciun răspuns, el a adresat aceeași întrebare premierului Beata Szydlo. Membrii coaliției guvernamentale și-au declarat sprijinul pentru canal, iar Ministerul Dezvoltării a fost implicat în acest proiect. În februarie 2018, guvernul s-a angajat să finanțeze activitatea canalului din fondul de rezervă al ministerului până la sfârșitul anului. De asemenea, s-a declarat că, începând din 2019, canalul va fi eligibil pentru finanțare regulată din bugetul ministerial.

### Încarcerarea unor jurnaliști
În februarie 2021, două jurnaliste de la Belsat TV, Daria Ciulțova și Kațiarina Andreieva, au fost condamnate la doi ani de închisoare de către o instanță din Minsk după ce au transmis știri despre un miting anti-guvernamental organizat în noiembrie 2020. Arestarea și condamnarea ulterioară au fost criticate de Federația Europeană a Jurnaliști lor și de Federația Internațională a Jurnaliștilor, precum și de organizația afiliată acesteia din Belarus, Asociația jurnaliștilor din Belarus.
Împreună cu Kațiarina Barisevici, de la portalul independent de știri online Tut.by, (de asemenea condamnată la închisoare), au primit Premiul „Onoare Jurnalismului“ numit după Aleś Lipaj, fondatorul BelaPAN, o agenție de știri independență neguvernamentală din Belarus.

## Cooperare instituțională

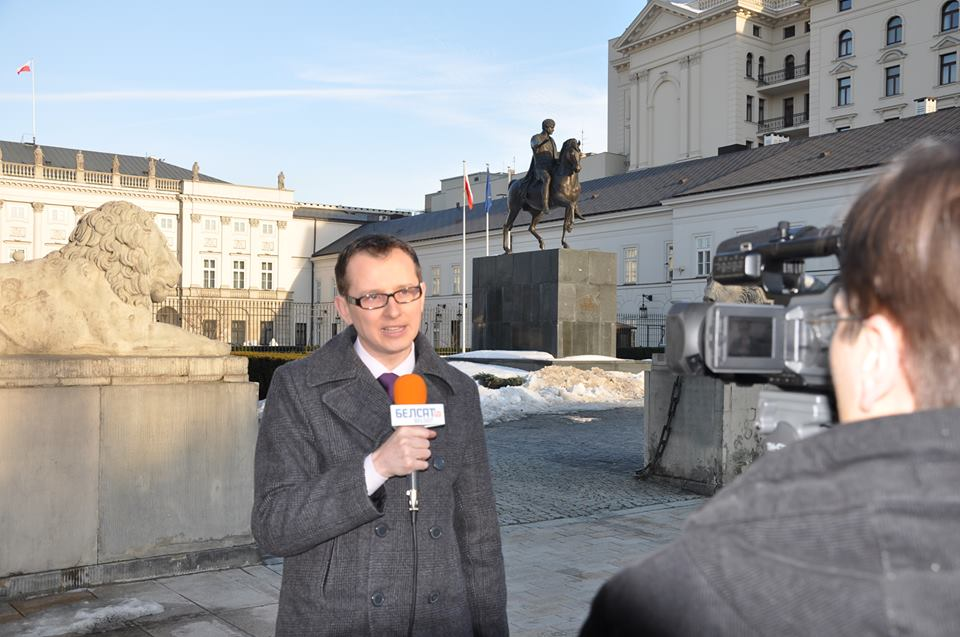
Reporterul de știri Siarhei Padsasonny vorbind în fața Palatului Prezidențial din Varșovia.

Belsat TV este o filială a TVP S. A., care este co-finanțată de Ministerul Afacerilor Externe și, de asemenea, are facilități de producție. Încă de la început, canalul a fost co-finanțat de către o serie de instituții, inclusiv Agenția Suedeză pentru Dezvoltare și Cooperare Internațională,  Consiliul Nordic de Miniștri, ministerele de externe din Norvegia, Țările de Jos, Canada și Lituania, guvernele britanic și irlandez și de Departamentul de Stat al Statelor Unite ale Americii.
Instituțiile mass-media precum Radio Europa Liberă (engleză Radio Free Europe, Radio Liberty (RFE/RL)) (active pe piața din Belarus ca Radio Svaboda) și Deutsche Welle au licențiat gratuit programe selectate către Belsat.
Partenerii instituționali strategici actuali ai canalului Belsat:
- Ambasada Regală a Olandei la Varșovia, care a sponsorizat cursuri de instruire pentru angajații Belsat și cercetări privind audiența;
- British Broadcasting Corporation, care pune la dispoziție gratuit anumite serii de divertisment și educaționale, produce materiale exclusive pentru canalul în limba rusă Belsat The Way It Is și oferă instruire angajaților Belsat și personalului din conducere;[12]
- Fondul European pentru Democrație, care finanțează mai multe dintre programele Belsat;
- Institutul Național Democrat pentru Afaceri Internaționale (NDI), care a cofinanțat seria de dezbateri Teritoriul adevărului;
- Proiectul de raportare a criminalității organizate și a corupției, o asociație de jurnaliști de investigație care cooperează cu factorii de decizie ai programului Let Us Handle It ;
- Thomson Reuters, care a asistat la reorganizarea Belsat TV, a oferit instruire angajaților canalului și a cofinanțat The Territory of Truth și edițiile speciale ale The World and Us.

Ca parte a campaniei sociale Belaruskamouny („Vorbitor de belarusă”) pentru promovarea limbii bieloruse, Belsat cooperează cu organizații și instituții precum centrul cultural Art-Siadziba, Centrul PEN din Belarus (membru PEN International) și Asociația Mondială a Belarușilor „Backauščyna”.

## Redacție
În iunie 2008, canalul a avut în jur de 100 de angajați în Polonia și Belarus. În prezent, echipa numără în jur de 300 de angajați și colaboratori din Polonia, Belarus, Ucraina, Rusia, Kazahstan și alte țări. Canalul are două filiale în Minsk și Kiev, precum și o rețea de corespondenți în Berlin, Bruxelles, Vilnius, Praga și Erevan.

## Atitudinea autorităților din Belarus

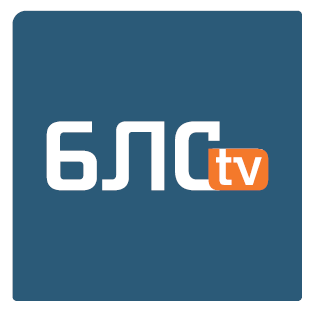
Sigla alternativă Belsat TV utilizată pe teritoriul Belarusului

La 26 aprilie 2007, președintele Belarusului Alexander Lukașenko a numit proiectul „prost și neprietenesc”. Acțiunile ulterioare ale autorităților din Belarus au confirmat tendința politică stabilită de Lukașenko, ceea ce a dus la patru refuzuri oficiale de a înregistra Belsat în Belarus. Deoarece canalul nu are acreditare, jurnaliștii săi se confruntă cu persecuții constante în timp ce lucrează în țară. Până în prezent, au petrecut în total 125 de zile în detenție și au fost amendați cu 94.296 de dolari americani, pur și simplu pentru că și-au făcut treaba.
În 2017, biroul din Minsk al canalului a fost percheziționat și echipamentele informatice au fost confiscate. În același an, canalului Belsat TV i-a fost interzis să utilizeze marca sa, în urma unei hotărâri judecătorești de la Minsk care afirma că încălca drepturile antreprenorului Andrei Beliakov, care a înregistrat o firmă numită Belsat Plus. De atunci, reporterii Belsat au folosit echipamente care poartă o siglă alternativă care conține consoane din numele canalului - „BLS” (БЛС) și „tv” în alfabetul chirilic (vezi imaginea).
Cea mai recentă percheziție în birourile din Minsk ale canalului Belsat a avut loc în 2019, în legătură cu un caz în care jurnaliștii canalului ar fi calomniat pe Andrei Șved, președintele Comitetului statului de examinare criminalistică.

## Atitudinile Uniunii Europene și SUA
Parlamentul European a cerut Uniunii Europene să sprijine Belsat în patru rezoluții separate. La 20 ianuarie 2011, Parlamentul a subliniat necesitatea de a sprijini mass-media independentă din Belarus, inclusiv Belsat TV. Deputații europeni au solicitat Comisiei Europene „să sprijine, cu toate mijloacele financiare și politice, eforturile societății civile din Belarus […] și ale organizațiilor neguvernamentale din Belarus pentru a promova democrația și a se opune regimului”. Rezoluția a solicitat, de asemenea, Comisiei să oprească cooperarea în curs și să își retragă asistența acordată presei de stat din Belarus.
La 20 octombrie 2004, președintele american George W. Bush a semnat actul legislativ privind Legea Democrației din Belarus (Belarus Democracy Act), prin care sunt autorizate sancțiuni împotriva guvernului din Belarus și a liderilor săi, permițând în același timp sprijinirea și finanțarea grupurilor, ONG-urilor și persoanelor care au sprijinit și au lucrat în favoarea democrației... 
În ianuarie 2012, președintele american Barack Obama a semnat Legea privind drepturile omului și democrația din Belarus (Belarus Human Rights and Democracy Act), care a modificat legea din 2004 și a subliniat principalele priorități ale politicii externe americane în Belarus, precum și sprijinul pentru mass-media independentă, inclusiv pentru Belsat TV.
În aprilie 2019, OSCE a condamnat percheziția birourilor din Minsk ale canalului Belsat. În mai 2019, Harlem Désir, reprezentantul OSCE pentru libertatea mass-media, și-a exprimat dezamăgirea și îngrijorarea cu privire la practica continuă de a impune sancțiuni jurnaliștilor care lucrează fără acreditare în Belarus. Acest lucru a fost ca o reacție după condamnarea a șase jurnaliști Belsat care au primit amenzi uriașe.

## Premii
Activitatea echipei și conducerea canalului Belsat a fost recunoscută în mod regulat de ONG-uri, mass-media și asociațiile de jurnaliști. Agnieszka Romaszewska-Guzy și personalul ei au primit premiul Jerzy Giedroyc din partea ziarului  Rzeczpospolita pentru promovarea unor bune relații cu țările vecine. De asemenea, a fost numită Managerul Anului (Manager of the Year) de către revista de afaceri Home & Market. Agnieszka Romaszewska-Guzy a primit premiul Europeanul Anului (European of the Year) în 2013 din partea ediției europene a revistei lunare Reader's Digest, premiu ai cărui câștigători au acționat pentru a îmbunătăți viața altora.
Aici este legătură către o listă completă a premiilor primite de programele TV Belsat.